# Fjärråtkomst
Fjärråtkomst (engelska remote access) menar inom datorkommunikation och telekommunikation att användare kan komma åt enheter och nätverk från andra platser och hantera dem via fjärrstyrning.
Före internet krävde detta speciella tekniska lösningar. Detta kan fortfarande vara aktuellt när resurser av sekretess och säkerhetsskäl inte kan göras tillgängliga via internet, som ett företags interna resureser som sedan kan behövas komma åt vid distansarbete.
Det finns flera tekniska lösningar för att nå information via internet, förr i tiden användes virtuellt privat nätverk som gör det möjligt att med internet som bärare låta sin dator ansluta till ex. företagets interna nätverk. Moderna lösningar bygger oftast på att ge anslutning till enbart en dedicerad datortillämpning via Transport Layer Security vilket både är tekniskt enklare och minskar såbarhetsrisker.